# Александер Ціян
Александер Ціян (нім. Alexander Cijan; нар. 16 травня 1994, Клагенфурт-ам-Вертерзе) — австрійський хокеїст, нападник. Грав за збірну команду Австрії.

## Ігрова кар'єра
Уродженець Клагенфурт-ам-Вертерзе Александер є вихованцем місцевого клубу «Клагенфурт». Влітку 2010 австрієць потрапляє до системи хокейнорго клубу «Лінчепінг», де захищає кольори юнацької команди, згодом Ціян переходить до молодіжної команди «Мора ІК», а у сезоні 2013–14 дебютує в основному складі.
Навесні 2014 року Александер повертається на батьківщину, де укладає контракт з клубом «Ред Булл» (Зальцбург).
Після шести сезонів у складі «Ред Булл» (Зальцбург) на правах вільного агента 19 квітня 2019 Ціян укладає однорічну угоду з клубом Австрійської хокейної ліги «Блек Вінгз Лінц».
Влітку 2020 Ціян переходить до столичного клубу «Відень Кепіталс» кольори якого наразі захищає.
Александер виступав за юніорську та молодіжну збірну Австрії. У складі національної збірної Австрії брав участь у чемпіонаті світу 2015 року.

## Нагороди та досягнення
- Чемпіон Австрії в складі «Ред Булл» (Зальцбург) — 2015, 2016.
- Чемпіон Австрії в складі «Клагенфурт» — 2021.

## Статистика
| Сезон           | Клуб                    | Ліга            | Регулярний сезон | Регулярний сезон | Регулярний сезон | Регулярний сезон | Регулярний сезон | Плей-оф | Плей-оф | Плей-оф | Плей-оф | Плей-оф |
| Сезон           | Клуб                    | Ліга            | І                | Г                | П                | О                | ШХ               | І       | Г       | П       | О       | ШХ      |
| --------------- | ----------------------- | --------------- | ---------------- | ---------------- | ---------------- | ---------------- | ---------------- | ------- | ------- | ------- | ------- | ------- |
| 2008/09         | Клагенфурт U20          | Австрія U20     | 0                | 0                | 0                | 0                | 0                | 1       | 0       | 0       | 0       | 0       |
| 2009/10         | Клагенфурт U20          | Австрія U20     | 15               | 1                | 6                | 7                | 10               | 5       | 1       | 0       | 1       | 0       |
| 2010/11         | Лінчепінг U18           | U18 Еліт        | 20               | 6                | 7                | 13               | 8                | –       | –       | –       | –       | –       |
| 2010/11         | Лінчепінг U18           | U18 Аллсвенскан | 14               | 2                | 5                | 7                | 2                | 3       | 0       | 0       | 0       | 0       |
| 2011/12         | Лінчепінг U18           | U18 Еліт        | 16               | 6                | 5                | 11               | 4                | –       | –       | –       | –       | –       |
| 2011/12         | Лінчепінг U18           | U18 Аллсвенскан | 11               | 4                | 4                | 8                | 2                | 3       | 1       | 0       | 1       | 0       |
| 2012/13         | Мора ІК U20             | СуперЕліт       | 41               | 8                | 4                | 12               | 47               | 2       | 2       | 1       | 3       | 0       |
| 2013/14         | Мора ІК U20             | СуперЕліт       | 39               | 9                | 11               | 20               | 26               | 2       | 0       | 0       | 0       | 0       |
| 2013/14         | Мора ІК                 | Аллсвенскан     | 6                | 0                | 0                | 0                | 2                | –       | –       | –       | –       | –       |
| 2014/15         | РБ Юніорс               | МХЛ             | 3                | 1                | 1                | 2                | 0                | –       | –       | –       | –       | –       |
| 2014/15         | Ред Булл (Зальцбург)    | EBEL            | 50               | 4                | 2                | 6                | 16               | 13      | 0       | 0       | 0       | 0       |
| 2015/16         | Ред Булл (Зальцбург)    | EBEL            | 40               | 3                | 7                | 10               | 20               | –       | –       | –       | –       | –       |
| 2016/17         | Ред Булл (Зальцбург)    | EBEL            | 45               | 3                | 4                | 7                | 23               | 11      | 1       | 0       | 1       | 8       |
| 2017/18         | Ред Булл (Зальцбург)    | EBEL            | 45               | 4                | 2                | 6                | 12               | 18      | 4       | 2       | 6       | 2       |
| 2018/19         | Ред Булл (Зальцбург)    | EBEL            | 27               | 2                | 3                | 5                | 6                | 13      | 0       | 0       | 0       | 6       |
| 2018/19         | Ред Булл (Зальцбург) II | Альпійська ліга | 1                | 0                | 1                | 1                | 2                | –       | –       | –       | –       | –       |
| 2019/20         | Блек Вінгз Лінц         | EBEL            | 48               | 3                | 5                | 8                | 10               | 3       | 0       | 1       | 1       | 0       |
| 2020/21         | Відень Кепіталс         | EBEL            | 36               | 1                | 1                | 2                | 18               | –       | –       | –       | –       | –       |
| 2020/21         | Блек Вінгз Лінц         | EBEL            | 6                | 0                | 0                | 0                | 0                | 15      | 0       | 0       | 0       | 0       |
| Австрія разом   | Австрія разом           | Австрія разом   | 297              | 20               | 24               | 44               | 105              | 76      | 5       | 3       | 8       | 16      |
| СуперЕліт разом | СуперЕліт разом         | СуперЕліт разом | 80               | 17               | 15               | 32               | 73               | 4       | 2       | 1       | 3       | 0       |